# Зелево
Зелево (пол. Zelewo) — село в Польщі, у гміні Люзіно Вейгеровського повіту Поморського воєводства.
Населення — 460 осіб (2011).
У 1975-1998 роках село належало до Гданського воєводства.

## Демографія
Демографічна структура станом на 31 березня 2011 року:
|          | Загалом | Допрацездатний вік | Працездатний вік | Постпрацездатний вік |
| -------- | ------- | ------------------ | ---------------- | -------------------- |
| Чоловіки | 242     | 87                 | 136              | 19                   |
| Жінки    | 218     | 70                 | 122              | 26                   |
| Разом    | 460     | 157                | 258              | 45                   |